# Фотоальбом

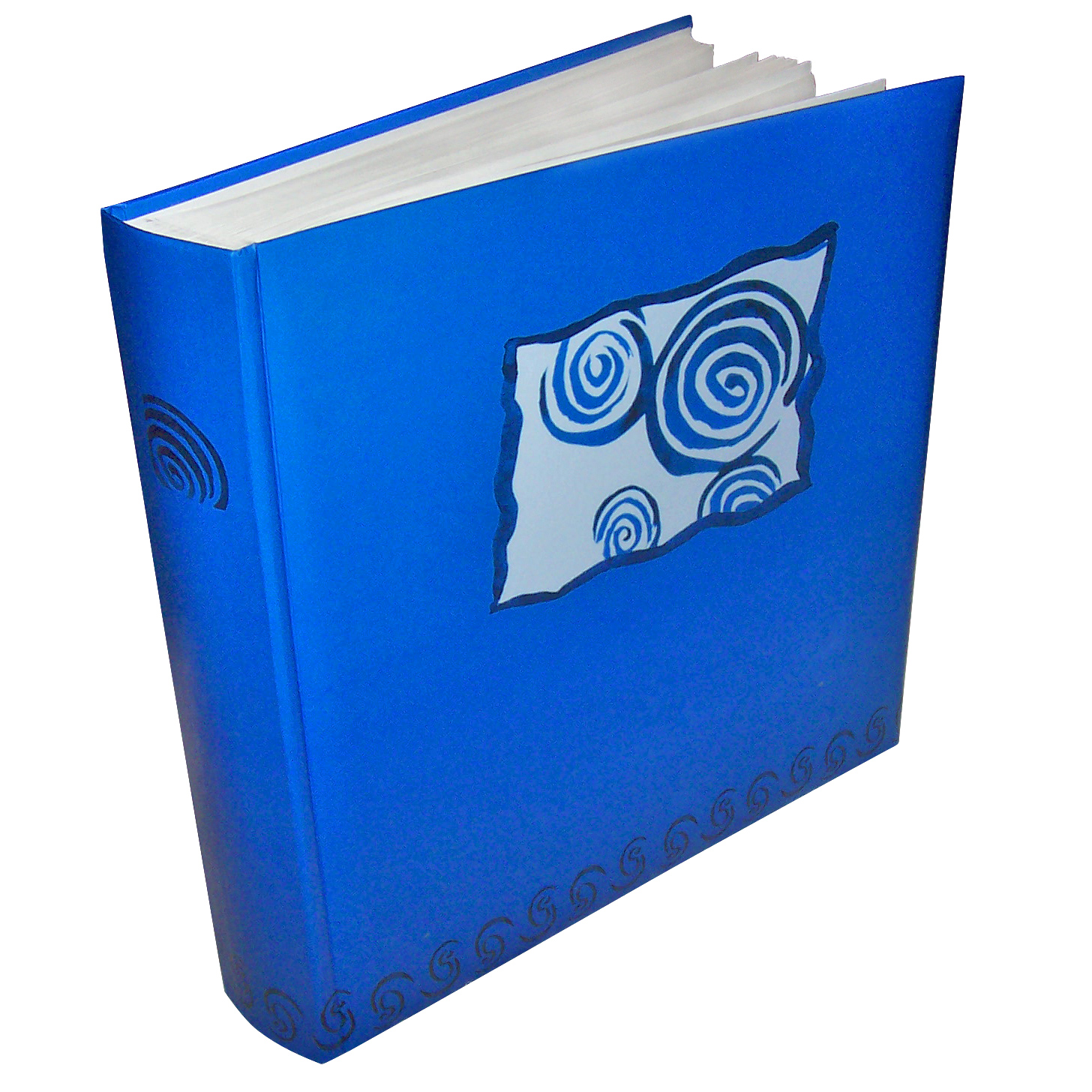
Звичайний фотоальбом

Фотоальбом — певним чином організований набір фотографій, також місце для їх зберігання.

## Види паперових фотоальбомів

### Фотоальбоми з прозорими кишеньками
Альбом з прозорими кишеньками дозволяє легко розміщувати фотографії одного формату в кишеньках відповідно до формату кишеньки.
Перевага такого альбому полягає в можливості легко і багаторазово змінювати розташування фотографій.
Недоліки альбому з прозорими кишеньками: наявність відблисків від плівки, з якої виконані кишеньки; відсутність можливості групування фотографій на одній сторінці відповідно до сюжету; можливість вкладати фотографії одного розміру — відповідно до формату кишеньки.

### Класичний фотоальбом
Класичний фотоальбом — фотоальбом з картонними листами і пергаментним папером між ними.
Переваги такого альбому полягають в можливості розміщення фотографії різних форматів. Картонні сторінки відповідного кольору створюють індивідуальність сприйняття фотографій та підвищують контрастність.
Недолік класичного альбому полягає в більш складному кріпленні фотографій (за допомогою спеціального двостороннього скотчу або куточків) та складностях зміни порядку фотографій.
Такі альбоми, як правило, присвячують окремій події (весіллю, народженню дитини тощо).

### Фотокнига
Фотокнига — це фотоальбом на певну тему. Такий альбом. зазвичай, має оригінальний дизайн, коментарі до фотографій та інші художні елементи. Фотокниги виготовляються індивідуально.

## Цифровий фотоальбом
Цифровий фотоальбом — підбірка певним чином впорядкованих фотографій (як правило — за часом знімання). Для створення та перегляду цифрових фотоальбомів використовують спеціальні програми (Adobe Photoshop Album, Picasa, Shotwell тощо). В окремих програмах існують можливості зведення фотографій з кількох фотокамер — відповідно до часу знімання.

## Галерея обраних фото

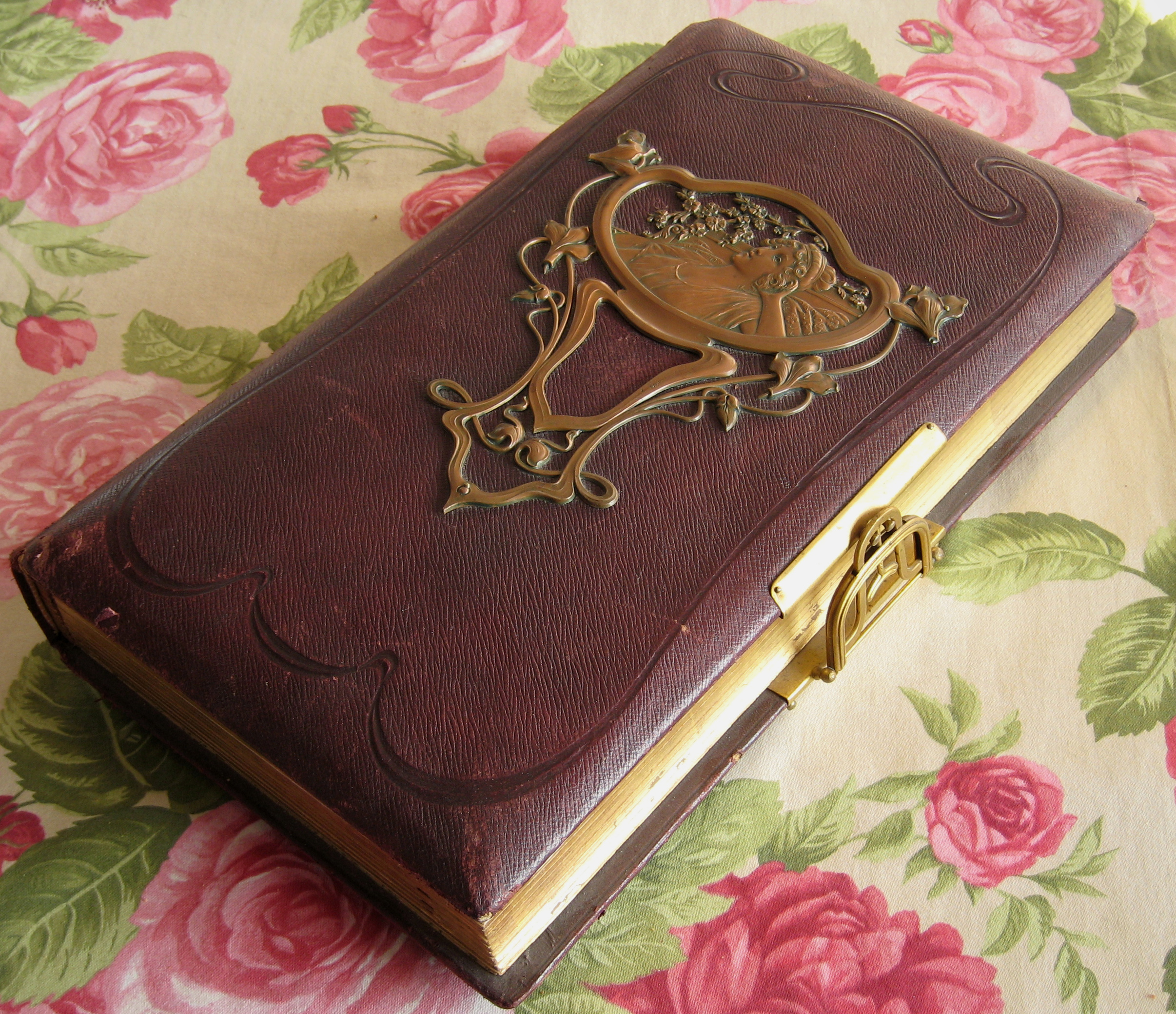
Фотоальбом з декоративними оздобами доби модерн (сецесія, 1900 рік)

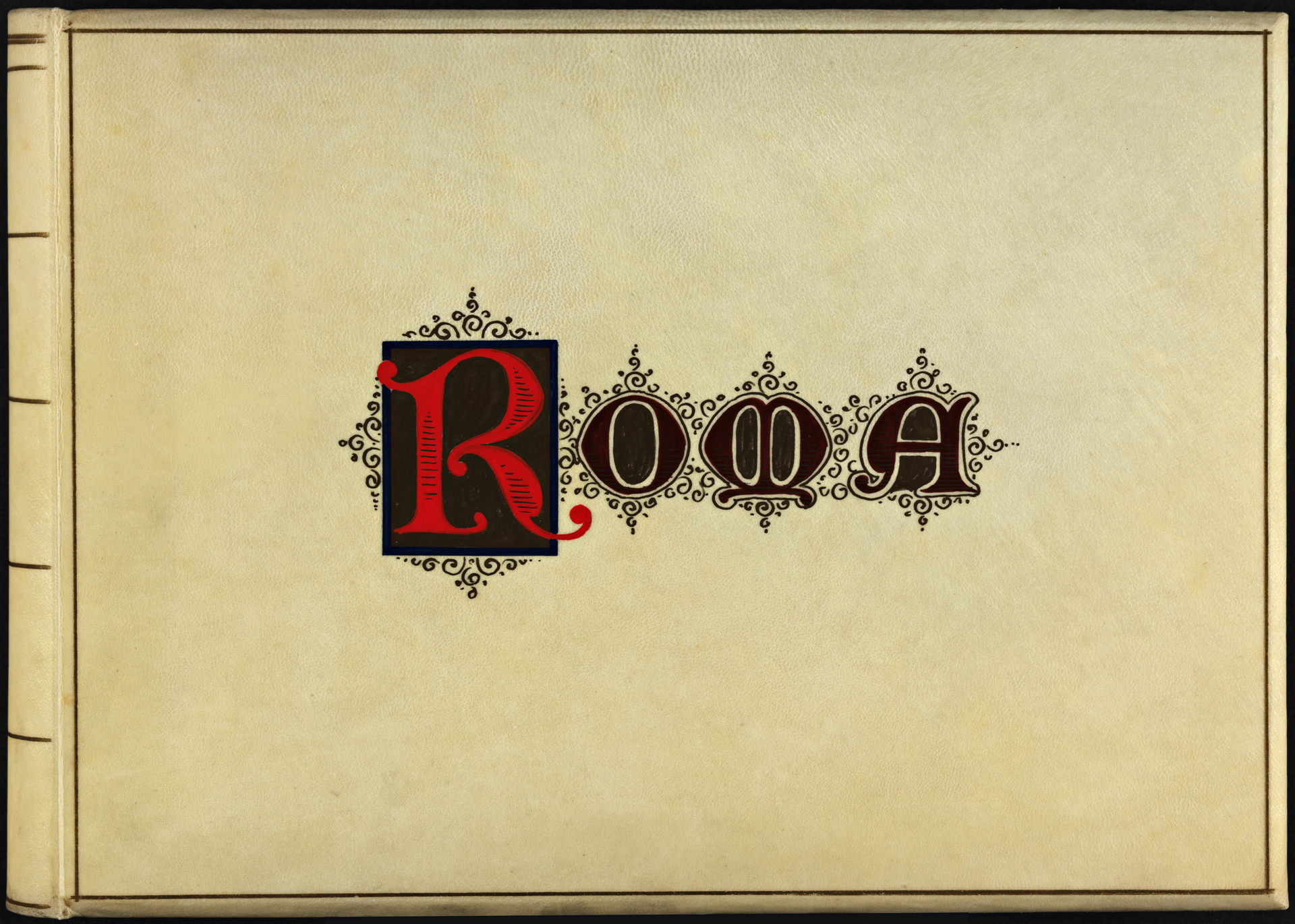
фотоальбом «Рим», обкладинка, 1899 рік.
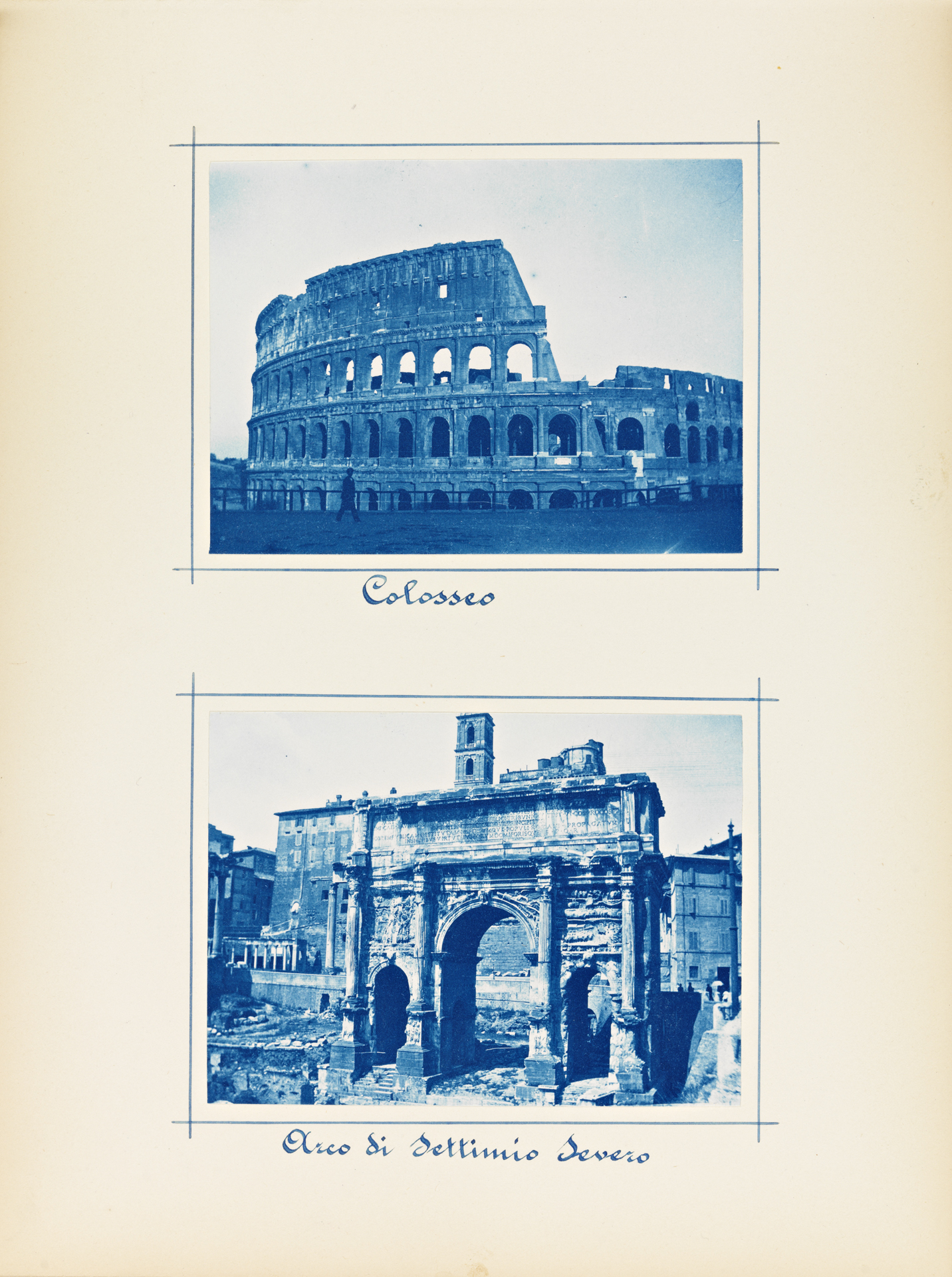
Сторінка фотоальбома «Рим», 1899 рік.
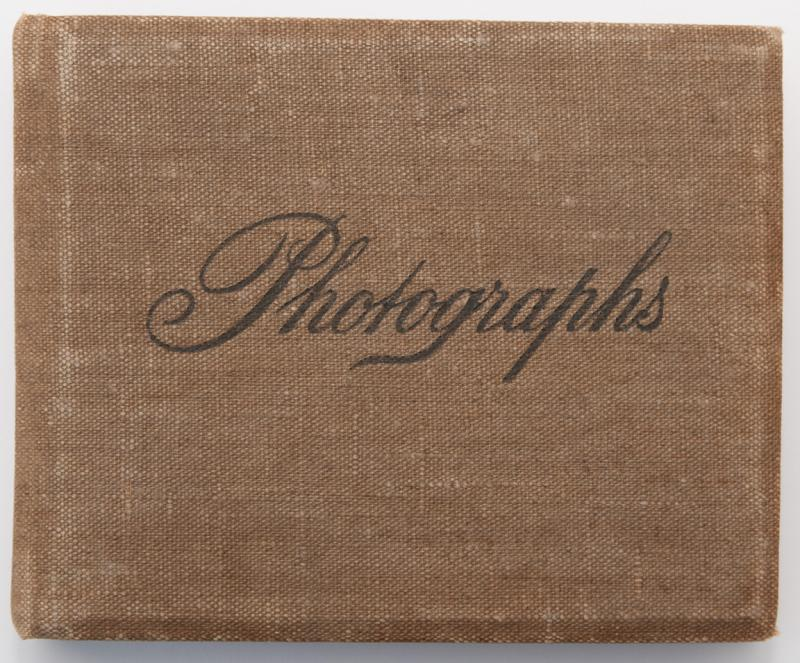
Альбом фотографій залізничних локомотивів, бл. 1900 року